# 17199 Jasonliu
17199 Jasonliu è un asteroide della fascia principale. Scoperto nel 2000, presenta un'orbita caratterizzata da un semiasse maggiore pari a 3,012656 UA e da un'eccentricità di 0,085363, inclinata di 9,576635° rispetto all'eclittica. Ha un diametro di 7,256 km.